# C2A
 (енгл. Consumer to administration) модел покрива све електронске трансакције између појединаца и државних органа. Области на које се односи модел укључују: социјално осигурање (давање информација и новчане исплате), здравство (заказивање прегледа, давање информација о болестима, и плаћање здравствених услуга), образовање (давање информација и обучавање на даљину), порези (предавање пријава пореза и плаћање). Ипак, битно је напоменути да се овде ради о моделу који укључује некомерцијалне трансакције, што чини део електронског пословања али не и е-трговине.